# John C. Breckinridge
John Cabell Breckinridge (16 tháng 1, 1821 – 17 tháng 5 năm 1875) là một luật sư, chính trị gia, và người lính Mỹ. Ông đại diện cho Kentucky và trở thành vị Phó tổng thống Hoa Kỳ thứ 14 và là Phó Tổng thống của Hoa Kỳ trẻ nhất, phục vụ từ năm 1857 để 1861. Ông là thành viên của đảng Dân chủ. Ông đã phục vụ ở Thượng viện Hoa Kỳ trong sự bùng nổ của cuộc Nội Chiến hoa kỳ, nhưng đã bị trục xuất sau khi gia nhập Quân đội. Ông đã được bổ nhiệm liên Minh thư Ký của Chiến tranh năm 1865.

## Tiểu sử
John Cabell Breckinridge sinh ra tại Thorn Hill, khu đất của gia đình gần Lexington, Kentucky vào ngày 16 tháng 1 năm 1821.  Là người con thhứ tư trong số sáu người con sinh của ông bà Joseph"Cabell"Breckinridge và Mary Clay (Smith) Breckinridge, ông là con trai duy nhất của họ. Mẹ ông là con gái của Samuel Stanhope Smith, người đã thành lập trường Cao đẳng Hampden-Sydney vào năm 1775, và cháu gái của John Witherspoon, một người ký tên vào Tuyên ngôn Độc lập Hoa Kỳ.  Trước đây từng là Chủ tịch Hạ viện Kentucky, cha của Breckinridge đã được bổ nhiệm làm Ngoại trưởng Kentucky ngay trước khi sinh con trai.  Vào tháng 2, một tháng sau khi Breckinridge ra đời, gia đình chuyển đến Thống đốc John Adair đến Dinh thự của Thống đốc ở Frankfort, để cha anh có thể tham dự tốt hơn với nhiệm vụ của mình với tư cách là Ngoại trưởng.